# Boscarla cellanegra
La boscarla cellanegra (Acrocephalus bistrigiceps) és una espècie d'ocell de la família dels acrocefàlids (Acrocephalidae) que habita canyars, arbusts, matolls i conreus, criant al sud-est de Sibèria, Sakhalín, nord de Mongòlia, est de la Xina, nord de Corea, i Japó. Passa l'hivern al sud de la Xina i el Sud-est asiàtic.